# Tianjin Jinmen Tiger Football Club
Tianjin Jinmen Tiger Football Club, anteriormente Tianjin Teda Football Club (Chinês simplificado: 天津泰达足球俱乐部; pinyin: Tiānjīn Tàidá zúqiú jùlèbù) é um clube de futebol da cidade de Tianjin na China.
A equipe foi fundando em 1957 com o nome de Tianjin City FC, mas sofreu algumas alterações de nome até chegar no atual nome Tianjin Teda escolhido na data do ano de 16 de fevereiro de 1998, que se refere a proprietária do time, o TEDA Group (Tianjin Economic - Technological Development Area).

## Mudanças de nome
- 1957-92: Tianjin City FC (天津市足球队)
- 1993-94: Tianjin FC (天津足球俱乐部)
- 1995-96: Tianjin Samsung (天津三星)
- 1997: Tianjin Lifei (天津立飞)
- 1998-2020: Tianjin TEDA (天津泰达)
- 2021-: Tianjin Tigers (天津津门虎)

## Títulos
- China FA Cup: 1960, 2011
- Supertaça da China: 1960

Time reserva ou base
Chinese Football League B Champions: 1998
- Reserve Team

Coca-Cola Olympic League Champions: 1996
Reserve League Champions: 2007
- U19 Team

U19 FA Cup Winners: 2005
- U15 Team

U15 Winners Cup Winners: 2006